# ماریو سکویی
ماریو سکویی (ایتالیایی: Mario Sequi؛ ۳۰ ژوئن ۱۹۱۳ – ۱۹۹۲) کارگردان فیلم و فیلم‌نامه‌نویس اهل ایتالیا بود.
از فیلم‌هایی که وی در آن‌ها نقش داشته است، می‌توان به برادر بشر، خواهر فاحشه، در بوکاچوی کاملاً ممنوعه، باکره کوچک، کبرا و فرشته سپید اشاره نمود.